# Buzsák
Buzsák é um município da Hungria, situado no condado de Somogy. Tem 59,68 km² de área e sua população em 2019 foi estimada em 1.347 habitantes.